# Flavonoidok
A flavonoidok a növényvilágban elterjedt gyógyhatású vegyületcsoport, sok gyógynövény a flavonoidoknak köszönheti előnyös tulajdonságait. A másodlagos növényi anyagcseretermékek közé tartoznak, amelyek bioszintézise a poliketid és a sikimisav úton megy végbe. A flavonoidok szobahőmérsékleten szilárd, nem illékony vegyületek. 

A flavonoidok onnan kapták a nevüket, hogy a vegyületcsoportba tartozó anyagok zöme sárga színű (flavus latinul sárga). Az UV-fényt elnyelik, így a rovarok számára a virágzat flavonoidtartalma vonzó hatású.
Ezt a vegyületcsoportot Nobel-díjas tudósunk, Szent-Györgyi Albert fedezte fel 1930-ban. Kutatótársaival, köztük Rusznyák István belgyógyásszal megállapította, hogy a flavonoidokkal kombinált C-vitamin jelentős érfalvédő hatással rendelkezik. Ekkor még azt feltételezték, hogy a flavonoidok is a vitaminok közé sorolható, a szervezet számára esszenciális anyagok (a P-vitamin névvel illették ezeket a vegyületeket), később azonban kiderült, hogy fogyasztásuk nem elengedhetetlenül szükséges az egészség megőrzéséhez, így ma a flavonoidokat nem tekintik vitaminnak. Bizonyos flavonoidokat (pl. rutin, heszperidin, diozmin) napjainkban is használnak a gyógyászatban, jellemzően érvédő hatásuk miatt. A flavonoidok széles körű kémiai és biológiai aktivitással rendelkeznek. A legtöbb flavonoid antioxidáns vitaminokkal (A-, C-, E-vitamin) együttesen fejti ki hatását, azok hatását erősíti.

## Kémiai szerkezet

A flaván atomjainak számozása

A flavonoid szó szerint a flavon származékait jelenti; a vegyületcsoport erről kapta a nevét. Később hasonló tulajdonságú vegyületeket találtak a flaván, majd az izoflavon származékai között is, és ezeket is besorolták a tágabb értelemben vett flavonoid csoportba (bár molekulaszerkezet szerint a flavon származik a flavánból, és nem fordítva).
Legtágabb értelemben flavonoidokon a kromán fenilszármazékait értjük:
- (szűkebb értelemben vett) flavonoidok: a 2-fenil-kromán (flaván) származékai
- izoflavonoidok: a 3-fenil-kromán (izoflaván) származékai (lásd izoflavonok alább)
- neoflavonoidok: a 4-fenil-kromán származékai. A természetben nem fordulnak elő.

A flavonoidokat a polifenolok közé soroljuk, mert a biológiailag fontos flavonoidok hidroxilcsoportokat tartalmaznak az A-val és B-vel jelölt gyűrűn.
A flavonoidok jellemzője általában a C6-C3-C6 alapszénváz, amely szén-, oxigén és hidrogénatomokból épül fel. Az alapvázban egy oxigénatomot tartalmazó heterociklikus pirán- vagy pirongyűrűn keresztül kapcsolódik a két benzolgyűrű. Ennek az alapszerkezetnek köszönhető a flavonoidok nagyfokú változatossága. Napjainkban több mint négyezer különféle szerkezettel rendelkező flavonoidot azonosítottak már a kutatók.

## A flavonoidok kémiai csoportosítása

A flavon molekuláris szerkezete

A legfontosabb csoport. Rákellenes, kardiovaszkuláris, antibakteriális, antifungális és gyulladásgátló hatásuk van.
A szűkebb értelemben vett flavonoidokat (a 2-fenil-kromán származékait) az ábrán C-vel jelölt gyűrű tulajdonságai szerint csoportosítjuk:
- van-e oxocsoport a 4-es szénatomon
- van-e kettős kötés a 2-es és 3-as szénatom között
- van-e hidroxilcsoport a 3-as szénatomon.

A természetben előforduló flavonoidokban a 3-hidroxil-csoportot majdnem mindig cukormolekula helyettesíti (lásd pl. rutin).
| Csoport    | 4-oxo | 2-én | 3-hidroxi | Példák                                             |
| ---------- | ----- | ---- | --------- | -------------------------------------------------- |
| flaván     | -     | -    | -         |                                                    |
| flavanol   | -     | -    | +         | katechin, teaflavin                                |
| flavanon   | +     | -    | -         | naringenin, eriodiktiol, heszperetin               |
| flavon     | +     | +    | -         | flavon, apigenin, efloxát                          |
| flavanonol | +     | -    | +         | szilibinin                                         |
| flavonol   | +     | +    | +         | kempferol, kvercetin (rutin (vegyület)), miricetin |

Az utóbbi évek vizsgálataiból az derült ki, hogy az antioxidáns hatásért
- a C-gyűrű oxocsoportja (4-oxo oszlop a fenti táblázatban)
- a B-gyűrű o-dihidroxicsoportja (3', 4'-helyzet)
- a C-gyűrű telítetlensége (a 2-es és 3-as szénatom között; 2-én oszlop a fenti táblázatban)

a meghatározó.

## Izoflavonok

Izoflavon

Elkülöníthetjük az izoflavonokat - különlegességük a B gyűrű térállása, ami az izoflavonok ösztrogenomimetikus, ösztrogénhatású tulajdonságáért felelős. Ezért az izoflavonokat tartalmazó növények főleg kisebb nőgyógyászati betegségek esetén javasolhatóak. Néhány izoflavonról antiösztrogén hatást írtak le, így a mellrák endokrinterápiája során is használhatónak tűnik a molekulacsoport pár képviselője.
Férfiaknak pont az ösztrogénhatás miatt nem ajánlott az izoflavonokat tartalmazó növények fogyasztása, ugyanis hozzájárulhat az emlő kóros megnagyobbodásához, a gynecomastiához. Izoflavonokat a szója tartalmaz jelentős mennyiségben, de minden flavonoid tartalmú növényben kis mennyiségben megtalálható.

## Bioflavonok

Rutin

Egy flavonoidot akkor tekintünk bioflavonnak/bioflavonoidnak, ha rendelkezik a P-faktor hatással: a vénák-kapillárisok falát tömíti, a kollagén lebomlását gátolja, így erősíti az érfalakat. A flavonoidokat, feltételezett érvédő hatásuk miatt számos vény nélkül kapható gyógyszer hatóanyagaként is használják. A bioflavonok erős antioxidáns hatással bírnak, így a bőrfiatalság megőrzésében és a tumoros megbetegedések kemoprevenciójában használhatók eredményesen.
Egyik jelentős képviselőjük a citromban is megtalálható rutin, amit Szent-Györgyi Albert izolált először, és P-vitaminnak nevezett. A C-vitamin hatását potenciálja és kiegészíti, így általában együtt alkalmazzák őket, például a Rutascorbin tablettában.
Toxikus hatásukat eddig nem mutatták ki. Fő előfordulásuk a citrusfélékben, a kamillában (Matricariae flos), csipkebogyóban (Rosae pseudo-fructus) van.

## Fontosabb flavonoid vegyületcsoportok
A flavonoidokon belül jelenleg 13 különféle vegyületcsoportot különböztetünk meg, ezeken belül pedig mintegy 4000 különféle szerkezetű flavonoid határozható meg.

### Flavanonok
Ezeket a flavonoidokat elsősorban a citrusfélék tartalmazzák nagyobb mennyiségben. Eredendő funkciójuk a természetben, hogy kialakítsák a gyümölcsök ízvilágát. Ide tartoznak többek között a keserű neoheszperidózok (ilyeneket tartalmaz például a grapefruit) és az íztelen rutinózok (nagy arányban fordulnak elő a narancsban).

### Flavonok
A természetben a növényi szövetek színének kialakításáért felelősek (nagy mennyiségben, fémionokkal komplexet létrehozva), illetve közrejátszanak az íz kialakításában is. Elsősorban a fűszer- és gyógynövények tartalmazzák őket nagyobb mennyiségben, mint például a kakukkfű és a rozmaring. A zöldségfélék és gabonafélék szintén gazdagon tartalmazzák őket.

### Flavonolok
Szinte minden növényben megtalálhatóak, de legnagyobb mennyiségben a gyümölcsök és zöldségek, a fűszernövények, illetve a hüvelyesek tartalmazzák őket. A szervezet számára elsősorban azért hasznosak, mert epicatechint és katechint tartalmaznak, amelyek hatékony antioxidánsok.

### Antocianidinek
Nagy szerepet játszanak a növények színének kialakításában. Elsősorban bogyós gyümölcsökben találhatóak meg, s színük elsősorban a környezet pH értékétől függ. Savas környezetben vöröses, lúgosban pedig kékes színűek. Nagy mennyiségben fellelhetőek a körtében, almában, a különféle csonthéjas gyümölcsök héjában. Emellett gazdag forrásuk a lila hagyma, a vörösbab, a rebarbara és a retek is.